# Wieża Dwejra
Wieża Dwejra (ang. Dwejra Tower,  malt. Torri tad-Dwejra) – jedna z tzw. wież Lascarisa, wież obserwacyjnych, zbudowana za czasów wielkiego mistrza kawalerów maltańskich Juana de Lascaris-Castellara na wyspie Malta w latach 1637-1650. Były budowane w takiej odległości od siebie, by każda była w zasięgu wzroku z sąsiedniej. Oprócz funkcji obserwacyjno-ostrzegawczych przed piratami służyły jako wieże komunikacyjne pomiędzy Gozo i Wielkim Portem. Budowle te uzupełniały zbudowany w latach 1610-1620, za panowania Alofa de Wignacourta, ciąg fortyfikacji zwanych jako wieże Wignacourta.
Położona jest na zachodnim brzegu wyspy Gozo, na północnym brzegu Dwejra Bay. Leży na wzgórzu pomiędzy zatokami Dwejra oraz Inland Sea. Została ufundowana przez Uniwersytet w Gozo w celu ochrony występujących na Fungus Rock roślin leczniczych zwanych „grzybkiem maltańskim” (Fungus melitensis), znanym obecnie pod nazwą cynomorium szkarłatne (Cynomorium coccineum), który był skarbem zakonu, używanym jako składnik wielu cennych lekarstw. Za próbę jego kradzieży groziła kara więzienia oraz zesłania na galery, natomiast kradzież karana była śmiercią. W 1744 wielki mistrz Manuel Pinto da Fonseca nakazał wygładzenie brzegów skały, w celu utrudnienia dostania się na nią.
Została zbudowana w 1652 na planie kwadratu o podstawie około 36 m² i wysokości 11 m. Oryginalnie posiadała dwie kondygnacje, wejście do niej znajdowało się na piętrze i dostępne było tylko za pomocą drabiny. Sklepienie parteru jest kamienne, a pierwszego piętra drewniane. W XVIII w. została wyremontowana i dobudowano stanowisko sześciofuntowego działa. Wieża służyła jako placówka Royal Malta Fencible Artillery w latach 1839-1873, kiedy to została opuszczona, aż do I wojny światowej.
W 1914 wieża została obsadzona przez żołnierzy King’s Own Malta Regiment oraz Royal Malta Artillery i uzbrojona najpierw w dwa, a następnie cztery działa. Należała także do punktów obserwacyjnych w czasie oblężenia Malty podczas II wojny światowej. W 1942 jej załoga uratowała pilota Royal Air Force, którego samolot rozbił się w okolicach Dwejra Bay.
W 1956 obiekt został wydzierżawiony na okres 50 lat Geraldowi de Trafford, który udostępnił budynek Din l-Art Ħelwa National Trust of Malta, który administruje budynkiem do dzisiaj. Din l-Art Ħelwa rozpoczęła prace renowacyjne w 1997 i zakończyła je po dwóch latach. W czasie prac renowacyjnych zostało wymienionych wiele bloków kamiennych ze ścian wieży. Dobudowano schody. Obecnie wieża jest dostępna dla zwiedzających. Została wpisana na listę National Inventory of the Cultural Property of the Maltese Islands pod numerem 00040.